# Higashi-yamato
Higashi-yamato (東大和市 -shi) é uma cidade japonesa localizada na província de Tóquio.
Em 2003, a cidade tinha uma população estimada em 79 621 habitantes e uma densidade populacional de 5 880,43 h/km². Tem uma área total de 13,54 km².
Recebeu o estatuto de cidade a 1 de Outubro de 1970.